# Atrofia palidoluisiana dentatorubral
La DRPLA o atrofia dentato-rubro-pálido-luisiana es un trastorno progresivo de ataxia y cambios en la inteligencia o carácter de los enfermos. Es una enfermedad genética que se hereda de forma autosómica dominante, causada por una mutación en el gen atrofina1 (gen ATN1), localizado en el cromosoma 12 de los humanos. La mutación consiste en un aumento de repeticiones del trinucleótido CAG (citosina, adenina, guanina) más de 49 veces en el cromosoma.
Esta rara enfermedad se puede manifestar por primera vez en el primer año de vida o a los 62 años de edad, siendo la edad media de comienzo los 30 años, y sus síntomas principales son la ataxia, coreoatetosis, demencia, epilepsia, temblor y rigidez. 
Al ser una enfermedad autosómica dominante, el diagnóstico principal se basa en un historial familiar positivo (si un progenitor tiene la enfermedad o hay casos anteriormente registrados de ella en la familia). Es un dato importante que la DRPLA se distingue de otras ataxias por la presencia de epilepsia, que no se da en otros desórdenes parecidos. El diagnóstico más fiable es el diagnóstico genético, por secuenciación de la región del gen que es propensa a las mutaciones.
Aunque no existe tratamiento en sí para la enfermedad, sí pueden ser tratados sus síntomas:
- Tratamiento de las crisis con fármacos antiepilépticos estándar.
- Tratamiento de los problemas psiquiátricos con medicación psicotrópica.
- Para niños afectados, cuidados y adaptación de programas educativos dirigidos a sus capacidades.[4]